# Texas Highland Lakes
Die Texas Highland Lakes sind sechs Stauseen des texanischen Colorado Rivers im Texas Hill Country oberhalb von und in Austin. Erbaut wurden sie im Zeitraum von 1935 bis 1951 von der Lower Colorado River Authority, die sie auch weiterhin betreibt. Die Stauseen dienen der Hochwasserregulierung. Alle sechs Seen produzieren zudem elektrischen Strom und sind beliebte Erholungsgebiete. Die beiden größten – Lake Travis und Lake Buchanan – dienen zudem als große Trink- und Brauchwasserreservoirs. Zusammen haben die Seen ein reguläres Fassungsvermögen von 2,2 Millionen Acre-feet (≈2,84 km³).

## Seen
| Reihenfolge flussabwärts | Name                   | Staudamm         | Oberfläche | Fertigstellung | Koordinaten Staumauer        |
| ------------------------ | ---------------------- | ---------------- | ---------- | -------------- | ---------------------------- |
| 1.                       | Lake Buchanan          | Buchanan-Damm    | 90,4 km²   | 1939           | 30° 45′ 7″ N, 98° 25′ 7″ W   |
| 2.                       | Inks Lake              | Inks-Damm        | 3,36 km²   | 1938           | 30° 44′ 0″ N, 98° 22′ 52″ W  |
| 3.                       | Lake Lyndon B. Johnson | Wirtz-Damm       | 26,4 km²   | 1951           | 30° 39′ 19″ N, 98° 25′ 47″ W |
| 4.                       | Lake Marble Falls      | Max-Starcke-Damm | 2,7 km²    | 1951           | 30° 33′ 41″ N, 98° 15′ 33″ W |
| 5.                       | Lake Travis            | Mansfield-Damm   | 76,6 km²   | 1942           | 30° 26′ 25″ N, 98° 1′ 13″ W  |
| 6.                       | Lake Austin            | Tom-Miller-Damm  | 6,5 km²    | 1939           | 30° 17′ 46″ N, 97° 47′ 11″ W |

## Sonstiges
Der Campus des Texas Tech University System in Marble Falls heißt nach den Seen Highland Lakes-Campus.